# Дани Бланчфлауър
Робърт Денис „Дани“ Бланчфлауър (на английски: Robert Dennis 'Danny' Blanchflower) е северноирландски футболист, полузащитник. Като капитан на тима той извежда Тотнъм до шампионска титла и спечелване на два пъти на ФА Къп, както и до първия за английски отбор трофей в евротурнирите – КНК. Двукратен футболист на годината в Англия и член на Английската футболна зала на славата. През 2009 г. вестник Таймс го посочва като най-добрият футболист в историята на Тотнъм. В продължение на 24 години след като приключва активната си състезателна кариера пише статии за „Сънди Експрес“, а известно време се изявява и като коментатор на мачове за британска и американска телевизия.

## Клубна кариера
В последните години на Втората световна война Бланчфлауър постъпва в Кралските военновъздушни сили, след като излъгва за възрастта си. По това време играе за футболния отбор на Университета на Дънди. През 1946 г. започва да играе в Гленторан, а три години по-късно преминава в английския Барнзли за 6000 британски лира. Там обаче има пререкания със своя треньор за начина на провеждане на тренировките и през 1951 г. е продаден на Астън Вила за 15 000 лири. Бланчфлауър бързо става капитан на отбора, но се скарва с ръководството и на този отбор – за тактиката и отново за тренировките с топка и напуска отбора по средата на сезон 1954/55. Тотнъм успява да се пребори за него, плащайки на Астън Вила 60 000 лири, с около 1500 повече от предложените от Арсенал, което го превръща в най-скъпия полузащитник във Великобритания по това време. Там той попада в един вече застаряващ отбор, бледо копие на този, спечелил две шампионски титли и едно второ място в началото на 1950-те години. След напускането на Алф Рамзи през 1955 г. става капитан на отбора, но лентата му е отнета след полуфинала за ФА Къп през 1956 г. Тогава тимът изостава с 1:0 от Манчестър Сити и Бланчфлауър казва на защитника Морис Норман да се включи в атаките на отбора, но това остава без резултат. Треньорът не е доволен от това решение на северноирландеца и не само му взима капитанската лента, но и го оставя извън състава в следващия мач. Бланчфлауър обаче не спазва указанията на ръководството да твърди, че е контузен и признава истината – нещо, което е посрещнато с неодобрение в отбора и собствениците дори са готови да го продадат. Той обаче остава в отбора и през 1958 г. получава наградата за футболист на годината в Англия. През 1961 г. Тотнъм печели дубъл – шампионска титла и ФА Къп (след 2:0 срещу Лестър) – и става първият отбор в Англия с това постижение през 20 век и едва трети в историята. Освен това тимът печели първите си 11 мача в първенството – рекорд за най-добър старт. Бланчфлауър е награден за втори път като футболист на годината. През лятото на същата година играе за кратко под наем в канадския Торонто Сити, където си партнира с футболисти като Стенли Матюс, Джони Хейнс и др. През 1962 г. Бланчфлауър вдига още една ФА Къп, като малко преди това отбелязва от дузпа последния гол при победата с 3:1 над Бърнли. През следващия сезон северноирландецът печели и КНК след 5:1 на финала срещу Атлетико Мадрид. През април 1964 г. слага край на кариерата си като футболист.

## Кариера в националния отбор
За националния отбор дебютира на 1 октомври 1949 г. при домакинската загуба от Шотландия с 8:2. В отбора се засича с по-малкия си брат Джаки Бланчфлауър, който обаче рано прекратява кариерата си след претърпените наранявания при катастрофата в Мюнхен на самолета на Манчестър Юнайтед през 1958 г. Същата година Дани е капитан на отбора на Световното първенство в Швеция, където Северна Ирландия стига до четвъртфинал. Той е първият северноирландски футболист, преминал границата от 50 мача с националната фланелка.

## Треньорска кариера
След като приключва активната си състезателна кариера, Бланчфлауър остава в Тотнъм като треньор и дори е посочен от тогавашния дългогодишен наставник Бил Никълсън за свой заместник, но когато той напуска през 1974 г. шефовете избират за старши треньор Тери Нийл. През 1976 г. Бланчфлауър става старши треньор на националния отбор на Северна Ирландия, но без особен успех – в 16-те си мача до 1979 г. постига едва четири победи и четири равенства, най-престижното от които като гост на Нидерландия (2:2). Междувременно застава начело и на Челси, но също без успех – не успява да спаси отбора от изпадане и след девет месеца, в които записва пет победи и осем равенства в 32 мача, е уволнен.

## Успехи
Тотнъм
- Първа английска дивизия:
  - Шампион (1): 1961
  - Вицешампион (2): 1957, 1963
- ФА Къп:
  - Носител (2): 1961, 1962
  - Финалист (1): 1980
- Чарити Шийлд:
  - Носител (1): 1962, 1963
- КНК:
  - Носител (1): 1963

 Северна Ирландия
- Домашно първенство на Великобритания:
  - Шампион (3): 1956, 1958, 1959
  - Вицешампион (3): 1953

Индивидуални отличия
- футболист на годината в Англия: 1958, 1961
- Член на Английската футболна зала на славата: 2003